# Richard Paul (Schauspieler)
Richard Paul (* 6. Juni 1940 in Los Angeles, Kalifornien; † 25. Dezember 1998 ebenda) war ein US-amerikanischer Schauspieler.

## Leben
Paul studierte Psychologie an der California State University in seiner Geburtsstadt Los Angeles und an der University of Arizona in Tucson, Arizona. Kurz vor seiner Promovierung gab er sein Studium zu Gunsten seiner Schauspielkarriere auf. Seit den späten 1970er Jahren war er ein gefragter Fernsehdarsteller und hatte unter anderem Gastauftritte und Nebenrollen in Fernsehserien wie Love Boat, Mord ist ihr Hobby und Herbie, the Love Bug.
1982 war er in dem Kinofilm Eating Raoul zu sehen, 1996 hatte er eine kleine Rolle in der Filmbiografie Larry Flynt – Die nackte Wahrheit. Insgesamt war er in mehr als 50 Produktionen zu sehen.
Von 1968 bis zu seinem Tod war er mit Patty Oestereich verheiratet. Richard Paul erlag am 25. Dezember 1998 im Alter von 58 Jahren einem Krebsleiden.

## Filmografie (Auswahl)

### Filme
- 1982: Eating Raoul
- 1984: Not for Publication
- 1996: Larry Flynt – Die nackte Wahrheit (The People vs. Larry Flynt)

### Fernsehen
- 1977–1978: Carter Country (Fernsehserie, Nebenrolle)
- 1979: CHiPs  (Fernsehserie, Episodenrolle)
- 1979: Fantasy Island (Fernsehserie, Episodenrolle)
- 1980: Love Boat (Fernsehserie, 2 Folgen)
- 1980: M*A*S*H (Fernsehserie, Episodenrolle)
- 1980: One in a Million (Fernsehserie, Nebenrolle)
- 1981: Ein Duke kommt selten allein (The Dukes of Hazzard, Fernsehserie, Episodenrolle)
- 1982: Herbie, the Love Bug (Fernsehserie, Hauptrolle)
- 1983: Quincy (Quincy, M. E., Fernsehserie, 2 Folgen)
- 1987: Agentin mit Herz (Scarecrow and Mrs. King, Fernsehserie, Episodenrolle)
- 1987: Eine schrecklich nette Familie (Married… with Children, Fernsehserie, Episodenrolle)
- 1987–1991: Mord ist ihr Hobby (Murder, She Wrote, Fernsehserie, Nebenrolle)
- 1988–1991: Full House (Fernsehserie, Nebenrolle)
- 1990: Fall from Grace (Fernsehfilm)
- 1990: Beverly Hills, 90210 (Fernsehserie, Episodenrolle)
- 1992: Wer ist hier der Boss? (Who’s the Boss?, Fernsehserie, Episodenrolle)
- 1994: RoboCop (Fernsehserie, Episodenrolle)
- 1997: Roseanne (Fernsehserie, Episodenrolle)